# Jack Blades

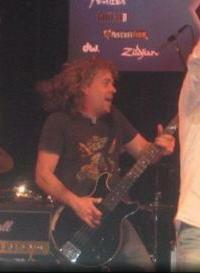
Jack Blades (2009)

Jack Blades (* 24. April 1954 in Palm Desert, Kalifornien) ist ein US-amerikanischer Rockmusiker. Er tritt als Sänger, Bassist und Gitarrist auf.

## Karriere
Blades besuchte die San Diego State University und spielte während der 1970er Jahre in zahllosen lokalen Bands. Er zog nach San Francisco und schloss sich dort der Band Rubicon an, in der auch Brad Gillis spielte. 1980 und 1987 entstanden zwei Alben, denen jedoch der kommerzielle Erfolg verwehrt blieb. Daraufhin löste sich die Band auf.

### Night Ranger
Nach der Auflösung von Rubicon gründeten Blades und Gillis die Band Night Ranger. Bereits das erste Album erreichte Position 38 der Album-Charts, die Single Sister Christian vom zweiten Album erreichte Position 5 der Billboard Hot 100. Nach einem weiteren erfolgreichen Album im Jahr 1985 wurde Big Life 1987 ein kommerzieller Flop, woraufhin sich die Band im Jahr darauf auflöste. 1998 kam es zur Neugründung der Band, an der Blades wieder beteiligt war.

### Damn Yankees
1989 war Blades eines der Gründungsmitglieder der Supergroup Damn Yankees, zu der Ted Nugent, Tommy Shaw von Styx sowie Michael Cartellone, der spätere Schlagzeuger von Lynyrd Skynyrd, gehörten. Mit ihr veröffentlichte Blades das Album Damn Yankees, dessen die Single High Enough im Januar 1990 Platz 3 der Billboard-Charts erreichte. Das Album wurde mit Doppelplatin ausgezeichnet. 1992 erschien das zweite Album Don’t Tread, welches zwar auch mit Platin ausgezeichnet wurde, sich aber schlechter verkaufte.

### Solo
Zusammen mit Tommy Shaw entstand unter dem Namen Shaw Blades im Jahr 1995 das gemeinsame Album Hallucination sowie 2007 Influence. 2004 nahm Blades sein erstes selbstbetiteltes Soloalbum auf. Er arbeitete zudem als Studiomusiker unter anderem für Mötley Crüe, Ringo Starr, Vince Neil und komponierte für Roger Daltrey, Alice Cooper und Aerosmith. 2012 erschien mit Rock ’n Roll Ride sein zweites Soloalbum.

## Soloalben
- 2004: Jack Blades
- 2012: Rock ’n Roll Ride